# Liste des voyages officiels effectués par Kim Jong-il

Kim Jong-il

Ce qui suit est une liste des voyages officiels effectués par Kim Jong-il en tant que Dirigeant suprême de la Corée du nord, en tant que Secrétaire général du Parti du travail de Corée et de Président du Comité de la défense nationale de 1994 à son décès en 2011.
Il a effectué dix voyages à l'étranger, exclusivement en Chine et en Russie.
Le nombre de visites est :
- 7 visites en Chine ;
- 3 visites en Russie.

## Sommaire des voyages officiels
| Pays   | Lieux visités                                  | Date(s)                    | Dirigeant(s) rencontré(s)                                 | Détail            | Image |
| ------ | ---------------------------------------------- | -------------------------- | --------------------------------------------------------- | ----------------- | ----- |
| Chine  | Pékin                                          | 29 au 31 mai 2000          | Président de la république populaire de Chine Jiang Zemin | ,                 |       |
| Chine  | Pékin Shanghai                                 | 15 au 20 janvier 2001      | Président de la république populaire de Chine Jiang Zemin | [réf. nécessaire] |       |
| Russie | Moscou                                         | 26 juillet au 18 août 2001 | Président de la fédération de Russie Vladimir Poutine     | [ 3 ]             |       |
| Russie | Khabarovsk Vladivostok                         | 20 au 24 août 2002         | Président de la fédération de Russie Vladimir Poutine     | [ 4 ]             |       |
| Chine  | Pékin                                          | 19 au 21 avril 2004        | Président de la république populaire de Chine Hu Jintao   | [ 5 ]             |       |
| Chine  | Pékin Hubei Guangdong                          | 10 au 18 janvier 2006      | Président de la république populaire de Chine Hu Jintao   | [ 6 ]             |       |
| Chine  | Dalian                                         | 3 au 5 mai 2010            | Président de la république populaire de Chine Hu Jintao   | ,                 |       |
| Chine  | Pékin                                          | Août 2010                  | Président de la république populaire de Chine Hu Jintao   | [ 9 ]             |       |
| Chine  | Pékin                                          | Mai 2011                   | Président de la république populaire de Chine Hu Jintao   | ,                 |       |
| Russie | Garnison militaire de Sosnovy Bor à Oulan-Oudé | 20 au 25 août 2011         | Président de la fédération de Russie Dmitri Medvedev      | ,                 |       |